# Красное Первое (Киевская область)
Кра́сное Пе́рвое (укр. Красне Перше) — село, входит в Обуховский район Киевской области Украины.
Население по переписи 2001 года составляло 465 человек. Телефонный код — 4572. Занимает площадь 5,41 км². Код КОАТУУ — 3223185102.

## История
Красное (Рославичи), село в Киевской области. Близ села (южн. г. Василькова), на острове, образованном двумя рукавами р. Красной, городище (Замок) — остатки древнерусского Красна, впервые упомянутого в летописи под 1136 г. Подъемный материал: гончарная древнерусская (XII—XIII вв.) керамика. В 1889 г. здесь были найдены 3 серебряные гривны киевского типа.

## Местный совет
08725, Київська обл., Обухівський р-н, с. Красне Перше, вул. Радянська, 39